# Shirleysburg
Shirleysburg és una població dels Estats Units a l'estat de Pennsilvània. Segons el cens del 2000 tenia 140 habitants.

## Demografia
Segons el cens del 2000, Shirleysburg tenia 140 habitants, 61 habitatges, i 38 famílies. La densitat de població era de 337,8 habitants/km².
Dels 61 habitatges en un 26,2% hi vivien nens de menys de 18 anys, en un 49,2% hi vivien parelles casades, en un 9,8% dones solteres, i en un 36,1% no eren unitats familiars. En el 31,1% dels habitatges hi vivien persones soles el 16,4% de les quals corresponia a persones de 65 anys o més que vivien soles. El nombre mitjà de persones vivint en cada habitatge era de 2,3 i el nombre mitjà de persones que vivien en cada família era de 2,82.
Per edats la població es repartia de la següent manera: un 25,7% tenia menys de 18 anys, un 5% entre 18 i 24, un 23,6% entre 25 i 44, un 29,3% de 45 a 60 i un 16,4% 65 anys o més.
L'edat mediana era de 42 anys. Per cada 100 dones de 18 o més anys hi havia 96,2 homes.
La renda mediana per habitatge era de 26.250$ i la renda mediana per família de 40.625$. Els homes tenien una renda mediana de 27.083$ mentre que les dones 18.750$. La renda per capita de la població era de 13.586$. Entorn del 5,7% de les famílies i el 13,6% de la població estaven per davall del llindar de pobresa.

## Poblacions més properes
El següent diagrama mostra les poblacions més properes.